# Комарычев, Георгий Поликарпович
Георгий Поликарпович Комарычев (1916—1997) — Гвардии старшина Рабоче-крестьянской Красной, участник Великой Отечественной войны, Герой Советского Союза (1944).

## Биография
Георгий Комарычев родился 6 мая 1916 года в деревне Кошнево (ныне — Локнянский район Псковской области). Получил начальное образование, после чего работал бетонщиком на ленинградском заводе «Красный треугольник». В ноябре 1937 года Комарычев был призван на службу в Рабоче-крестьянскую Красную Армию. Участвовал в боях советско-финской войны. С октября 1941 года — на фронтах Великой Отечественной войны. Принимал участие в боях на Западном, Воронежском, Брянском, 1-м Украинском фронтах, два раза был ранен.
К августу 1944 года гвардии старший сержант Георгий Комарычев командовал орудием танка «Т-34» 52-й гвардейской танковой бригады (6-го гвардейского танкового корпуса, 3-й гвардейской танковой армии, 1-го Украинского фронта). Отличился во время освобождения Польши. 12 августа 1944 года экипаж Комарычева первым в бригаде ворвался в населённый пункт Мокре к западу от Сташува и уничтожил БТР с миномётной установкой, легковую машину и около 20 солдат и офицеров противника, а также захватил вражеский танк. Во время отражения немецкой контратаки Комарычев с экипажем уничтожил ещё 3 вражеских танка. 13 августа, находясь в засаде, танкисты уничтожили 2 тяжёлых немецких танка.
Указом Президиума Верховного Совета СССР от 23 сентября 1944 года за «образцовое выполнение боевых заданий командования на фронте борьбы с немецкими захватчиками и проявленные при этом мужество и героизм» гвардии старший сержант Георгий Комарычев был удостоен высокого звания Героя Советского Союза с вручением ордена Ленина и медали «Золотая Звезда» за номером 4651.
После окончания войны в звании старшины Комарычев был демобилизован. Проживал в Ленинграде, работал в военизированной охране. Скончался 12 апреля 1997 года, похоронен на Волковском кладбище Санкт-Петербурга.
Был также награждён орденом Отечественной войны 1-й степени и рядом медалей, в том числе 2 медалями «За отвагу».